# 姜斯憲
姜 斯憲（きょう・しけん、1954年9月 - ）は、中華人民共和国の政治家、教授。
江蘇省揚州市江都区出身。海南省委常委、海南省副省長兼三亜市市委書記を経て2014年1月上海交通大学党委書記に就任。

## 学歴
- 上海交通大学機械工程系液圧伝動・控制科卒業、伝動気動大学院修了。

## 経歴
- 1976年3月 - 中国共産党に入党
- 1972年1月 — 1978年3月 遼寧省大連電機工場工人,党支部書記
- 1985年1月 — 1987年7月  上海交通大学団委書記
- 1987年7月 — 1991年9月  上海交通大学団委宣伝部副部長
- 1991年9月 — 1993年2月  上海交通大学団委宣伝部部長
- 1993年2月 — 1994年2月  上海交通大学団委副書記
- 1994年2月 — 1994年11月  上海交通大学団委副書記，副校長  （1993年12月から1994年6月までカナダの大学を訪問）
- 1994年11月 — 1995年12月  上海市委組織部副部長
- 1995年12月 — 1996年3月  上海市徐匯区委副書記，副区長,代区長
- 1996年3月 — 1998年8月  上海市徐匯区委副書記，区長
- 1998年8月 — 2000年3月  上海市委副秘書長，市政府副秘書長，市総合経済工作党委書記
- 2000年3月 — 2002年8月  上海市政府秘書長、弁公庁主任
- 2002年8月 — 2003年2月  上海市副市長，市政府秘書長
- 2003年2月 — 2004年4月  上海市副市長，浦東新区区委書記,区長
- 2004年4月 — 2006年11月 上海市委常委,組織部部長,国資党組書記
- 2006年11月 — 2007年5月 海南省副省長
- 2007年5月 — 2010年2月  海南省副省長，省教育工委書記
- 2010年2月 — 2011年2月  海南省副省長
- 2011年2月 — 2012年4月  海南省副省長，三亜市委書記
- 2012年4月 —  2014年12月  海南省委常委，副省長，三亜市委書記
- 2014年1月 ー 上海市人大常委会副主任兼上海交通大学党委書記 [1]。
- 2015年3月 ー 上海市人大常委会にて、上海交通大学党委書記に再選[2]。

## その他
2006年10月、上海市社会保険基金事件の責任を取らされ海南省に降格異動となった。海南省人民政府副省長に異動。2007年6月兼任省委教育工委書記、2011年12月中共三亜市委書記に任命された。
2014年1月になり母校である上海交通大学党委書記兼上海市委人大常委会副主任に着任した。